# Salomone pirata pacioccone
Salomone pirata pacioccone è un cartone animato andato in onda tra il 1965 e il 1976 nel Carosello per pubblicizzare i prodotti della ditta Fabbri.
Nel 1976, venne prodotta anche una serie non a disegni animati, ma con personaggi creati con la plastilina da Francesco Misseri e da Lanfranco Baldi.

## Trama
La trama dei racconti seguiva uno schema fisso e ripetitivo che portava il pubblico a riconoscere facilmente il prodotto pubblicizzato.
In ogni episodio il capitano piemontese Salomone navigava per i sette mari alla ricerca di fantomatici bottini e tesori con altri due pirati, il siciliano Mano di fata e il veneziano nostromo Fortunato. Verso la fine della puntata Mano di fata chiedeva con forte accento siculo «Capetano, lo possiamo torturare?» riferendosi allo sfortunato nemico di turno che non voleva collaborare, mentre Salomone rispondeva sempre benevolmente «Ma cosa vuoi torturare tu? Porta pazienza! So ben io come fargli aprire la bocca. Basta offrirgli...» riferendosi ai prodotti Fabbri.

## Materiale promozionale
La Fabbri regalò assieme ai propri prodotti vari gadget:
- Il "Bicchiere del Pirata": bicchiere in vetro raffigurante la testa di Salomone con la tacca per dosare la corretta quantità di sciroppo Fabbri da sciogliere nell'acqua.
- La "Caraffa Giustadose del Pirata": brocca di vetro con la testa di Salomone come tappo e vetrofania del pirata.
- Il "Tritaghiaccio del Pirata": tritaghiaccio a manovella.
- Il "Frulla-frulla del Pirata": monta panna a manovella.

Inoltre, nel 1968, Le Sorelle registrarono un 45 giri con le canzoni di Salomone pirata pacioccone sul lato A e con le canzoni di Geo e Gea sul lato B.